# Jean-Marc Ayrault
Jean-Marc Ayrault, född 25 januari 1950 i Maulévrier i Pays de la Loire, är en fransk politiker som var Frankrikes premiärminister 2012–2014 samt utrikesminister 2016–2017. Ayrault är medlem av det Socialistiska partiet och var borgmästare i Nantes 1989–2012. Han var ledamot av Nationalförsamlingen 1986–2012 och parlamentarisk gruppledare från 1997.
Ayrault har en examen i tyska från Université de Nantes och har även arbetat som tysklärare.